# Ван Меерхааге, Марсель
Марсель Альфонс Гилберт ван Меерхааге (нидерл. Marcel Alfons Gilbert van Meerhaeghe, 12 апреля 1921, Веттерен — 22 марта 2014, Гент) — бельгийский экономист, профессор, публицист и обозреватель. Марсель ван Меерхааге был профессором международных экономических отношений в Государственном университете Гента.
За свою долгую и выдающуюся карьеру профессор ван Меерхааге внес важный вклад в экономику, а также — в интерпретацию экономических событий. Его редкая способность сочетать теоретический и практический анализ сделала его научные труды особенно ценными.

## Жизнь и карьера
Изначально Марсель ван Меерхааге задумывался о военной карьере. В 1939 году он сдал вступительные экзамены в École Royale Militaire (ERM). После кампании 1940 года последовало около семи месяцев в качестве военнопленного в немецком лагере (вмешательство короля Леопольда III привело к освобождению студентов ERM).
Прежде чем стать профессором экономики и международной экономики в Гентском университете в 1957 году, он работал экономическим советником в Министерстве экономики Бельгии, «советником факультета» Оборонного колледжа НАТО в Париже (1953—1954) и советником министра внешней торговли.
С 1971 года он также был членом совета Бельгийско-Люксембургского валютного контроля (Institut Belgo-Luxembourgeois du Change), возглавляемого управляющим Национального банка Бельгии, до ноября 2002 года, когда это учреждение было распущено в связи с введением евро.

## Наследие
М. ван Меерхааге — автор 22 книг (редактор 4 коллективных работ) и около 160 статей.

### Книги
- International Economic Institutions — Международные экономические институты (Longmans, Kluwer Academic Publishers, Dordrecht, 7 выпусков с 1966[3] по 1998 год). Отзыв о четвёртом издании: «… те читатели, которые ищут фактическую информацию в сфере международных европейских и других региональных организаций, теперь имеют в своем распоряжении новый и очень полезный обзор этого мира сокращений и того, что за ним стоит.»[4] В заключении последнего издания ван Meerhaeghe сделок с такими субъектами, как распространение, а также необходимость рационализации[5] и ускользают положений. 7-е издание: ISBN Kluwer Academic Publishers 0-7923-8072-X; Springer ISBN 978-0-7923-8072-6.
- Economic Theory. A Critic’s Companion — Экономическая теория. Спутник критика (HE Stenfert Kroese, Антверпен / Martinus Nijhoff, Бостон, Ланкастер 1980[6], 2-е изд. 1986). 2-е издание: Springer ISBN 978-9-4017-1367-2.

### Лекции
- Региональная политика европейских сообществ, институциональные аспекты регионализма в общеевропейском контексте, Второй бельгийско-российский научный семинар, 1-9 июля 1996 г., Екатеринбург, изд. проф. Катлин Малфлиет и Вениамин В. Алексеев, стр. 32—36.[7]
- Глобализация: концепция, результат, будущее — взгляд с континента, Европейский журнал права и экономики, апрель 2012 г., Vol. 33, вып. 2 (Очерки в честь доктора Реджинальда Хансена, 1919—2016), стр. 239—306. Ван Меерхааге исследует доминирующие политические, социальные и экономические тенденции нашего времени: мультикультурализм и иммиграция против патриотизма и регионализма, капитализм против государственного управления, Америка против остального мира. Он заключает, что (а) Россия является нормальным торговым партнером и естественным союзником Европы, и (б) ничто не может остановить дальнейшее триумфальное шествие — недемократической — глобализации.

### Избранные статьи
- Неуклюжая разница между философией и реальностью, Европейские дела, 1989, вып. 1, стр. 18—23.
- Капитализм и кризис 2008 г., Журнал государственных финансов и общественного выбора[8], Vol. XXVI, 2008-2/3, стр. 155—181. В данной статье факторы, которые приводят к кризису, рассматриваются с конкретной точки зрения — по сути, отсутствия адекватного регулирования — и основаны на более ранних исследованиях и опыте ван Меерхааге в банковской сфере и некоторых государственных учреждениях. Подходит ли термин капитализм, когда всю финансовую систему должен спасти государственный сектор? При капитализме инвестор должен принять на себя ответственность за понесенные убытки. Но банки не получали советов от университетов, хотя им срочно требовалась такая помощь. Страны ЕС осознали, что свободное движение капитала наступило слишком рано. В связи с приближением Brexit Ван Меерхааге выступает за то, чтобы фунт стерлингов как можно скорее присоединился к еврозоне.